# Vladimir Prelog
Vladimir Prelog (Sarajevo, 23. srpnja 1906. – Zürich, 7. siječnja 1998.) bio je hrvatski i švicarski kemičar. Dobitnik je Nobelove nagrade za kemiju 1975. godine.

## Životopis
Vladimir Prelog rođen je u Sarajevu 1906. godine od oca Milana, hrvatskoga povjesničara i majke Marije (rođ. Cettolo). U rodnom Sarajevu pohađao je pučku školu, a nakon razvoda roditelja 1915. godine s ocem dolazi u Hrvatsku. Pučku školu završio je u Zagrebu, gdje je počeo pohađati i realnu gimnaziju, a u trećem razredu s ocem preselio se u Osijek. Tamo nastavlja svoje srednjoškolsko obrazovanje na Kraljevskoj realnoj gimnaziji i, zahvaljujući profesoru Ivanu Kuriji, počinje se zanimati za kemiju. Pod njegovim je mentorstvom već u petnaestoj godini objavio svoj prvi znanstveni rad iz kemije, Eine Titriervorrichtung, koji je objavljen u njemačkome znanstvenome časopisu Chemiker-Zeitungu (Köthen 1921., 45.). Nakon što je 1924. godine maturirao u Zagrebu, odlazi na studij kemije u Prag. Tamo je na Kemijsko-tehnološkom odjelu Tehničke visoke škole diplomirao 1928., a doktorirao 1929. godine pod vodstvom Emila Votočeka. Istodobno je surađivao s kemičarem Rudolfom Lukešom. Nakon doktorata neko je vrijeme radio u laboratoriju kemijske veletrgovine G. J. Dřize, a 1934. godine vratio se u Zagreb. U Zagrebu je od 1935. do 1941. godine bio docentom i predavao organsku kemiju na Tehničkom fakultetu Sveučilišta u Zagrebu te bio predstojnikom Zavoda za organsku kemiju. Godine 1941., na poziv Lavoslava Ružičke, odlazi u Švicarsku zbog tadašnje političke situacije.
Član je više akademija znanosti i počasni doktor mnogih sveučilišta te počasni član Hrvatske akademije znanosti i umjetnosti od 1986. godine.
Za vrijeme Domovinskoga rata u Hrvatskoj, zahvaljujući njegovu autoritetu i angažmanu, objavljen je Apel nobelovaca za pomoć Hrvatskoj. Svojoj bivšoj Katedri za organsku kemiju na Tehničkome fakultetu u Zagrebu poklonio je bogatu zbirku knjiga i časopisa iz osobne knjižnice.
Umro je u Zürichu, 7. siječnja 1998. godine. U Zürichu je kremiran a 21. rujna 2001. godine njegova urna prenesena je i nakon komemoracije u palači HAZU svečano položena u grobnicu HAZU na Mirogoju.

## Znanstvena djelatnost
Godine 1935. na poziv Tehničkoga fakulteta Sveučilišta u Zagrebu prihvatio je mjesto docenta te preuzeo nastavu organske kemije za studente inženjerske kemije i postao predstojnikom Zavoda za organsku kemiju. Prelog je prvi sa svojim doktorandom Rativojem Seiwerthom sintetizirao adamantan, ugljikovodik vrlo stabilne policikličke strukture, izoliran iz moravske nafte. U sedam godina djelovanja u Zagrebu Prelogova je radna skupina objavila 48 znanstvenih radova.
Na Saveznoj tehničkoj školi (ETH) u Zürichu je od 1942. godine bio privatni docent, od 1947. godine izvanredni, od 1950. godine redoviti profesor organske kemije, a 1957. godine, nakon odlaska Lavoslava Ružičke u mirovinu, preuzeo je predstojništvo Laboratorija za organsku kemiju (1957. – 1965.). Područje njegovih istraživanja bili su, uglavnom, heterociklički spojevi, alkaloidi, antibiotici. Središnje zanimanje bila mu je stereokemija molekula, zaokuplja ga problem prostorne građe molekula. Uvodi naziv kemijska topologija za područje stereokemije koja se bavi geometrijskim svojstvima molekula. Pridonio je objašnjenju strukture steroida, kinina, strihnina i drugih alkaloida, a sintetizirao je mnoge organske spojeve. Njegovi radovi su pridonijeli razumijevanju naravi enzimatskih reakcija.

## Djela
- Leopold Ruzicka, 1887-1976, elected for. mem. R.S. 1942, [London: Royal Society, 1980?], (suautor Oskar Jeger)[11] (hrv. izd. Lavoslav Ružička: 1887. – 1976., (prijevod: Dragutin Fleš), Savez kemičara i tehnologa Hrvatske, Zagreb, 1987. (suautor Oskar Jeger)[12]
- My 128 semesters of studies of chemistry, American Chemical Society, Washington, DC, 1991. (hrv. izd. Moja 132 semestra studija kemije, prijevod: Helena Cerić, Fakultet kemijskog inženjerstva i tehnologije, Zagreb, 2007.)[13]
- Radovi: 1942–1948, [S.l] : [S.n.], [19 - - ]. Knjiga sadrži uvezane separate V. Preloga.[14]

## Nagrade, odličja i priznanja
- 1975.: Dobitnik je Nobelove nagrade za kemiju, za radove na području organskih prirodnih spojeva i stereokemije.
- 1989.: Medalja Hrvatskoga kemijskoga društva "Božo Težak", za sveukupni znanstveni opus i za zalaganje za napredak hrvatske kemije.[2][15]
- Počasni građanin Zagreba (1989.), Sarajeva (1992.) i Osijeka (1994.).[10]
- 1996.: Jubilarna nagrada Plive.[6]

## Spomen
- Po njemu je u Švicarskoj nazvana Švicarsko-hrvatska udruga "Vladimir Prelog" (UVP).[16]
- U Zagrebu i Sarajevu po njemu su nazvane ulice.[10]
- Na rodnoj kući podignuta mu je spomen-ploča.[17]
- U Zagrebu su mu poprsja postavljena na ulazu u Fakultet kemijskog inženjerstva i tehnologije te u Institutu Plive a replika poprsja iz Zagreba postavljena je i u Pragu.[17]
- U Osijeku je postavljeno njegovo poprsje uz poprsja Josipa Jurja Strossmayera i Lavoslava Ružičke u Perivoju hrvatskih velikana.[10]
- Njegova figura u bronci nalazi se u Parku nobelovaca u Mostaru.[6]
- Dobio je poštanske marke u Hrvatskoj (2001., u seriji prigodnih maraka Hrvatski nobelovci),[1] Bosni i Hercegovini i Švicarskoj.[6][10]
- U okviru Društva diplomiranih inženjera i prijatelja Kemijsko-tehnološkoga studija osnovan je, 1991. godine, Akademski zbor Chemicae ingeniariae alumni koji od 2004. godine djeluje pod nazivom Akademski zbor Vladimir Prelog.[10]
- Od 1996. godine dodjeljuje se, svake druge godine, Nagrada "Vladimir Prelog" za organsku kemiju.[6][15][18]
- 2005. godine u Zagrebu je Kemijska i geološka tehnička škola, uz suglasnost Prelogove supruge Kamile, preimenovana u Prirodoslovna škola Vladimira Preloga.[10]
- Bio je stipendist Hrvatskoga kulturnoga društva Napredak isto kao i hrvatski pisac Ivo Andrić (koji je dobio Nobelovu nagradu za književnost 1961. godine) te je u njihovu čast Napredak utemeljio fond za stipendiranje mladih, koji je nazvan njihovim imenima.[10]
- Tijekom 2006. i 2007. godine diljem Hrvatske obilježena je Prelogova godina, 100. obljetnica znanstvenikova rođenja.[19]
- Poznati hrvatski kipar, grafičar i ilustrator Ivan Antolčić napravio je njegov kip 2008. godine za Fakultet kemijskog inženjerstva i tehnologije. Istovjetni primjerak postoji kao odljevak u bronci, a nalazi se u Pragu u jednom tamošnjem fakultetu.[20]
- Od 2013. godine u sklopu Skupa kemičara i kemijskih inženjera održava se Simpozij "Vladimir Prelog" u okviru kojega održavaju se predavanja iz područja organske kemije.[21]
- 2015.: 21. travnja, u Knjižnici Hrvatske akademije znanosti i umjetnosti otvorena je Memorijalna soba nobelovaca Ružičke i Preloga.[22]

## Vanjske poveznice
- Prelogova godina, o projektu i programu  Arhivirana inačica izvorne stranice od 3. travnja 2008. (Wayback Machine)
- (engl.) Kratka autobiografija na engleskom jeziku  Arhivirana inačica izvorne stranice od 20. listopada 2007. (Wayback Machine)
- (engl.) Surprise Festschrift in Honour of Professor Vladimir Prelog  Arhivirana inačica izvorne stranice od 26. prosinca 2008. (Wayback Machine), spec. izd., Croatica Chemica Acta, sv. 69, br. 2, 1996.
- (njem.) Životopis u Švicarskom povijesnom leksikonu spominje da je bio hrvatski i švicarski državljanin
- (engl.) CV and Obituary. Vladimir Prelog  Arhivirana inačica izvorne stranice od 5. srpnja 2017. (Wayback Machine), chab.ethz.ch
- Vladimir Prelog Hrvatska tehnička enciklopedija, portal hrvatske tehničke baštine. LZMK